# سیاه‌تنگرس ژاپنی
سیاه‌تنگرس ژاپنی (نام علمی: Rhamnus japonica) نام یک گونه از سرده سیاه‌تنگرس است.